# Playa El Amor (Isla de Coche)
Playa El Amor, es el nombre de que recibe una playa del Mar Caribe ubicada en el municipio Villalba, del estado Nueva Esparta, al noreste del país suramericano de Venezuela, específicamente al sur de la Isla de Coche. Es conocida por sus acantilados con tonalidades rojizas y aguas tranquilas y transparentes. Fue bautizada "El Amor" por ser considerada por los locales un lugar de descanso para las parejas que la visitan.